# Tostada
Tostada är spanska för "rostat" samt i latinamerikanska kök en plan eller skålformad tortilla som är rostad eller friterad. Det kan också vara den färdiga rätten innehållandes en tostada. Oftast använder man till detta syfte tortillas gjorda av majs.